# 烏埃默伊薩

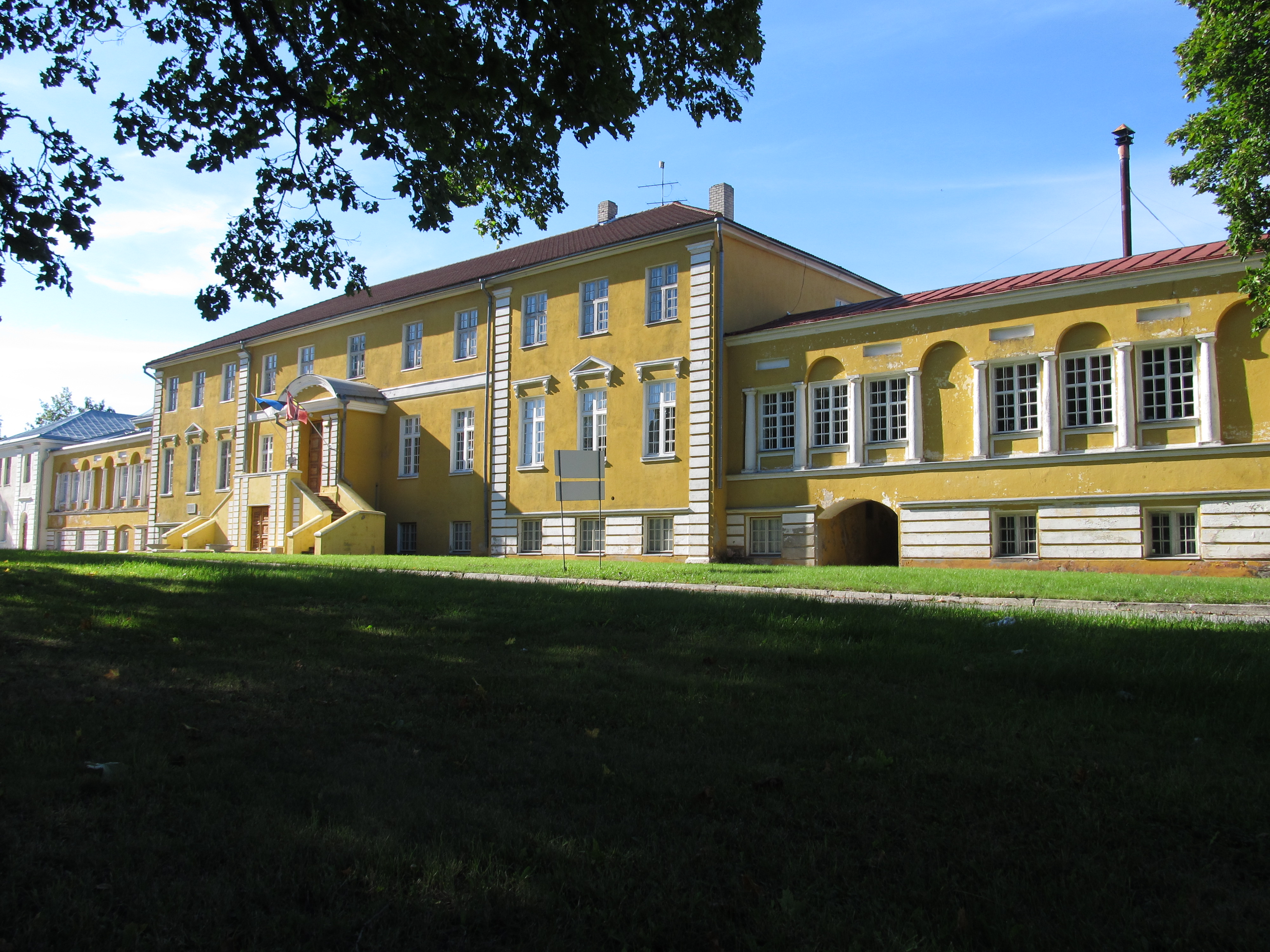
烏埃默伊薩庄园

烏埃默伊薩，是愛沙尼亞萊內縣哈普萨卢市内的小鎮，位於該國西部，曾是原里達拉市镇的行政中心，處於首都塔林西南面90公里，海拔高度8米，2011年該小鎮人口1,025。